# Douglas XP3D
El Douglas XP3D fue un prototipo estadounidense de hidrocanoa de patrulla, de los años 30 del siglo XX. Monoplano de ala alta bimotor, el P3D fue producido por la Douglas Aircraft Company para equipar a los escuadrones de Patrulla de la Armada de los Estados Unidos, pero a pesar de cumplir con los requerimientos de la misma, se prefirió al rival Consolidated PBY debido a su precio más bajo.

## Desarrollo y diseño
En 1933, la Armada de los Estados Unidos emplazó, tanto a Douglas como a Consolidated, órdenes por un solo prototipo de hidrocanoa, con vista a reemplazar a los Consolidated P2Y y Martin P3M que equipaban los escuadrones de patrulla de la Armada. El modelo de Douglas, el P3D, fue diseñado en paralelo con el más pequeño YB-11, que estaba siendo desarrollado para el Cuerpo Aéreo del Ejército de los Estados Unidos (que fue finalmente construido como YOA-5), y, como él, era un monoplano bimotor de ala alta con sus motores (los nuevos radiales Pratt & Whitney R-1830 Twin Wasp) montados en góndolas instaladas por encima y por delante del ala. A diferencia del YB-11, era un hidrocanoa puro más que un anfibio, y, por consiguiente, fue equipado con un mecanismo retráctil de varamiento, para permitir su movimiento hasta y desde la costa, más que un tren de aterrizaje completo que permitiera operar desde el mar o desde tierra.
El prototipo de Douglas, designado XP3D-1, voló por primera vez el 6 de febrero de 1935, y fue entregado para pruebas en NAS San Diego en marzo del mismo año. Tanto el XP3D-1 como el P3Y de Consolidated pasaron exitosamente las pruebas de rendimiento de la Armada, demostrando poseer prestaciones muy similares, y se ordenó producir 60 P3Y (redesignados PBY en mayo de 1936) porque el avión de Consolidated era más barato: 90 000 dólares por unidad, comparado con los 110 000 del avión de Douglas.
Douglas rediseñó el P3D para mejorar las prestaciones, en aras a ganar contratos posteriores, y reconstruyó el XP3D-1, alargando el ala 0,69 m y montando los motores en el borde de ataque. Los flotadores fijos fueron reemplazados por otros retráctiles, y se montó una torreta proel. El avión, designado XP3D-2, fue entregado de nuevo el 15 de mayo de 1935, pero las órdenes de producción fueron otra vez para Consolidated, por el mejorado PBY-2.

## Variantes
XP3D-1
Prototipo. Dos motores R-1830-58 de 825 hp (615 kW). Uno construido.
XP3D-2
XP3D-1 reconstruido, con ala incrementada, los motores se movieron al borde de ataque y se le dotó de flotadores de ala retráctiles. Dos motores R-1830-64 de 900 hp (671 kW).

## Operadores
Estados Unidos
- Armada de los Estados Unidos

## Historia operacional

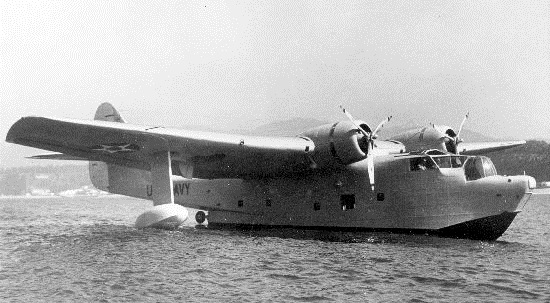
El avión, después de ser reconstruido como XP3D-2.

El XP3D-1 fue operado brevemente por el 3 Escuadrón de Patrulla (VP-3) hasta que fue devuelto a Douglas para su reconstrucción. El reconstruido XP3D-2 fue usado por el VP-11F como avión VIP hasta que se destruyó en un accidente en Acapulco, Méjico, el 8 de febrero de 1937.

## Especificaciones (XP3D-2)
Referencia datos: McDonnell Douglas Aircraft since 1920

### Características generales
- Tripulación: 5-7
- Longitud: 21,22 m
- Envergadura: 28,96 m
- Altura: 6,84 m
- Superficie alar: 120,3 m²
- Peso vacío: 6858 kg
- Peso cargado: 10 391 kg
- Peso máximo al despegue: 12 676 kg
- Planta motriz: 2× motores radiales de 14 cilindros en dos hileras, refrigerado por aire, Pratt & Whitney R-1830-58 Twin Wasp.
  - Potencia: 671 kW (900 hp) cada uno.

### Rendimiento
- Velocidad nunca excedida (Vne): 295 km/h a 2440 m
- Alcance: 3300 km[6][7]
- Techo de vuelo: 5760 m (18 900 pies)
- Ascenso a 5000 pies (1525 m): 6,1 min

### Armamento
- Ametralladoras: 

  - 3x Browning M1919 de 7,62 mm en torreta proel y escotillas del casco
- Bombas: 1360 kg

### Desarrollos relacionados
- Douglas YOA-5

### Aeronaves similares
- PBY Catalina

### Secuencias de designación
- Secuencia P_D (Aviones de Patrulla de la Armada estadounidense, 1922-1962 (Douglas, 1922-1962)): PD - P2D - P3D

### Listas relacionadas
- Anexo:Aeronaves militares de los Estados Unidos (navales)